# Ytterbium(III)-oxid
Ytterbium(III)-oxid ist eine chemische Verbindung aus der Gruppe der Oxide.

## Vorkommen
Ytterbium(III)-oxid kommt natürlich in Spuren im Mineral Gadolinit vor. Es wurde 1878 von Jean Charles Galissard de Marignac aus diesem isoliert.

## Gewinnung und Darstellung
Ytterbium(III)-oxid lässt sich durch Reaktion von Ytterbium mit Sauerstoff gewinnen.
{\displaystyle \mathrm {4\ Yb+3\ O_{2}\longrightarrow 2\ Yb_{2}O_{3}} }
Es kann auch durch thermale Zersetzung von Ytterbiumcarbonat oder Ytterbiumoxalat bei Temperaturen um 700 °C gewonnen werden.
{\displaystyle \mathrm {Yb_{2}(C_{2}O_{4})_{3}\longrightarrow Yb_{2}O_{3}+3\ CO_{2}+3\ CO} }

## Eigenschaften

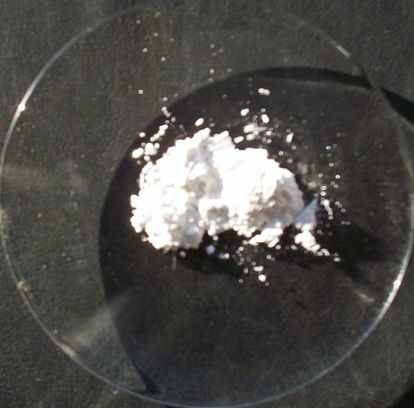
Ytterbium(III)-oxid

Ytterbium(III)-oxid ist ein weißes Pulver. Wie die anderen dreiwertigen Oxide der schwereren Lanthanoide kristallisiert es in einer kubischen Lanthanoid-C-Struktur. Es reagiert mit Tetrachlorkohlenstoff oder heißer Salzsäure zu Ytterbium(III)-chlorid.
{\displaystyle \mathrm {2\ Yb_{2}O_{3}+3\ CCl_{4}\longrightarrow 4\ YbCl_{3}+3\ CO_{2}} }
{\displaystyle \mathrm {Yb_{2}O_{3}+6\ HCl\longrightarrow 2\ YbCl_{3}+3\ H_{2}O} }

## Verwendung
Ytterbium(III)-oxid wird als Zusatz für spezielle Legierungen und dielektrische Keramikwerkstoffe, als Katalysator und in Spezialgläsern verwendet. Es kann auch als Zusatz für Kohlenstoff-Elektroden von Lichtbogenlampen verwendet werden, die ein sehr helles Licht erzeugen.